# Лісове (Чанизький старостинський округ)
Лі́сове — село в Україні, у Золочівському районі Львівської області. Населення - 101 особа. Колишній орган місцевого самоврядування - Чанизька сільська рада.